# Stare Drzewce
Stare Drzewce (prononciation : [ˈstarɛ ˈdʐɛft͡sɛ]) est un village polonais de la gmina de Szlichtyngowa dans le powiat de Wschowa de la voïvodie de Lubusz dans l'ouest de la Pologne.
Il se situe à environ 7 kilomètres au nord-ouest de Szlichtyngowa (siège de la gmina), 7 kilomètres au sud-ouest de Wschowa (siège du powiat) et 53 kilomètres à l'est de Zielona Góra (siège de la diétine régionale).

## Histoire
Le nom allemand du village était Alt Driebitz.
Après la Seconde Guerre mondiale, avec les conséquences de la Conférence de Potsdam et la mise en œuvre de la ligne Oder-Neisse, le village est intégré à la République populaire de Pologne. La population d'origine allemande est expulsée et remplacée par des polonais.
De 1975 à 1998, le village appartenait administrativement à la voïvodie de Leszno.

Depuis 1999, il appartient administrativement à la voïvodie de Lubusz

## Galerie
|  |